# Bahnhof Aglasterhausen
Der Haltepunkt Aglasterhausen ist der Streckenendpunkt der Badischen Schwarzbachtalbahn in Aglasterhausen. Er besitzt ein Bahnsteiggleis und liegt im Verbundgebiet des Verkehrsverbundes Rhein-Neckar (VRN).
Er wurde am 23. Oktober 1862 als Durchgangsbahnhof der von Heidelberg kommenden und nach Würzburg führenden badischen Odenwaldbahn eröffnet. Als am 25. September 1971 der Abschnitt Aglasterhausen–Obrigheim stillgelegt wurde, wurde der Bahnhof Aglasterhausen zum Endbahnhof der Reststrecke. Seit Juni 2010 ist er Endpunkt der Linie S 51 der S-Bahn Rhein-Neckar.

## Geschichte
Die Großherzoglich Badischen Staatseisenbahnen, die im Großherzogtum seit 1840 bestanden und 1920 in die Deutsche Reichsbahn integriert wurden, nahmen am 23. Oktober 1862 den Betrieb auf der Badischen Odenwaldbahn zwischen Heidelberg, Meckesheim, Aglasterhausen und Mosbach auf. Durch die Eröffnung der Neckartalstrecke Neckargemünd–Neckarsteinach–Eberbach–Neckarelz–Mosbach am 24. Mai 1879 geriet die Strecke Meckesheim–Neckarelz immer mehr in den Hintergrund.
Zum Fahrplanwechsel am 25. September 1971 wurde der Abschnitt Aglasterhausen–Obrigheim komplett stillgelegt. Zum 1. Januar 1982 übernahm die Südwestdeutsche Eisenbahn-Gesellschaft (SWEG) die Strecke von der Bundesbahn im Rahmen eines auf 20 Jahre ausgelegten Pachtvertrages.
Im Zuge der Aufnahme der Elsenz- und Schwarzbachtalbahn in das Netz der S-Bahn Rhein-Neckar wurde die Strecke elektrifiziert und der Bahnhof Aglasterhausen komplett modernisiert und mit einem Hochbahnsteig versehen. Dabei wurde das zweite Gleis (ehemals Holzverladung) entfernt und der Bahnhof somit zu einem eingleisigen Haltepunkt. Die Strecke endet an einem Prellbock.
Von den ehemaligen Hochbauten ist das Empfangsgebäude noch vorhanden; es ist renoviert.

## Verkehr

### Bahnverkehr
Der Haltepunkt wird von der Linie S 51 der S-Bahn Rhein-Neckar im Stundentakt zwischen 5 und 24 Uhr, montags bis freitags mit Verdichtungszügen zum Halbstundentakt, bedient. Die halbstündlichen Verstärkerzüge verkehren nur zwischen Aglasterhausen und Meckesheim. Eingesetzt werden Elektrotriebwagen der Baureihe 463.
| Linie | Verlauf | Takt   |
| ----- | --- | ------ |
| S 51  | Heidelberg Hbf – Heidelberg-Weststadt/Südstadt – Heidelberg-Altstadt – Heidelberg-Schlierbach/Ziegelhausen – Heidelberg Orthopädie – Neckargemünd – Bammental – Reilsheim – Mauer (b Heidelberg) – Meckesheim – Eschelbronn – Neidenstein – Waibstadt – Neckarbischofsheim Nord – Helmstadt (Baden) – Aglasterhausen Heidelberg–Meckesheim vereinigt mit S 5 nach Eppingen Stand: Fahrplanwechsel Dezember 2021 | 60 min |

### Busverkehr
| Linie | Strecke | Takt             | Bemerkung                                              |
| ----- | --- | ---------------- | ------------------------------------------------------ |
| 745   | Kälbertshausen – Hüffenhardt – Wollenberg – Bargen – Flinsbach – Helmstadt – Epfenbach – Reichartshausen – Aglasterhausen – Daudenzell                                      | Mo–Fr ein Bus    | Nur an Schultagen                                      |
| 782   | Hüffenhardt – Siegelsbach – Obergimpern – Untergimpern – Helmhof – Neckarbischofsheim – Helmstadt – Aglasterhausen                                                          | Mo–Fr ein Bus    | Nur Ankunft, nur an Schultagen                         |
| 822   | Waldstadt – Mosbach – Neckarelz – Diedesheim – Obrigheim – Mörtelstein – Asbach – Daudenzell – Aglasterhausen – Michelbach – Unterschwarzach – Oberschwarzach – Neunkirchen | Bedarfs-Fahrplan | Unterschiedliche Linienführung tw. weiter bis Eberbach |
| 824   | Aglasterhausen – Michelbach – Unterschwarzach – Oberschwarzach – Neunkirchen – Breitenbronn – Asbach – Daudenzell – Aglasterhausen                                          | Bedarfs-Fahrplan | Unterschiedliche Linienführung                         |
| 899   | Neckarelz – Obrigheim – Aglasterhausen – Helmstadt – Waibstadt – Sinsheim                                                                                                   | 60 Min.          | ab 1. Januar 2019, verkehrt als Schnellbus             |